# 1790'erne
Århundreder: 17. århundrede – 18. århundrede – 19. århundrede
Årtier: 1740'erne 1750'erne 1760'erne 1770'erne 1780'erne – 1790'erne – 1800'erne 1810'erne 1820'erne 1830'erne 1840'erne
År: 1790 1791 1792 1793 1794 1795 1796 1797 1798 1799
Begivenheder
- Napoleon Bonaparte og den republikanske hær, erobrer den franske by Toulon fra royalisterne, i 1793.
- Napoleon bliver første konsul i Frankrig, efter sejren over de royalitiske styrker.

Personer